# تلال‌تکوتلی

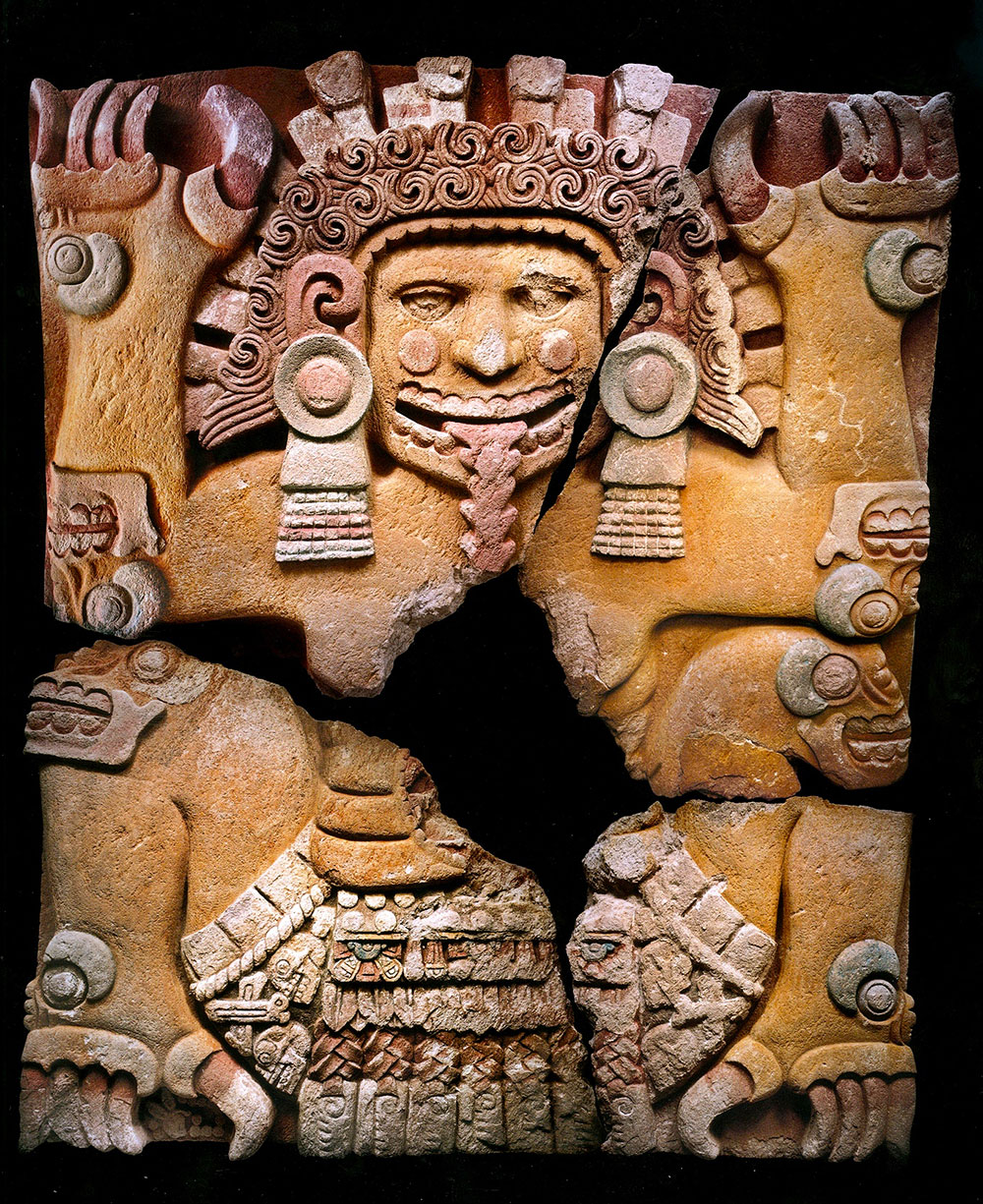
پیکرهٔ سنگی تلال‌تکوتلی

تلال‌تکوتلی (به انگلیسی: Tlaltecuhtli) یک ایزد برجسته در دوران پیشاکلمبی منطقه آمریکای میانه است که عمدتاً توسط آزتک‌ها ستایش می‌گردید. تحقیقات جداگانه‌ای وجود دارند مبنی بر اینکه چهرهٔ واقع در مرکز سنگ تقویم آزتک، تلال‌تکوتلی یا همان هیولای زمین است. سیمای تلال‌تکوتلی در اغلب هنرهای بصری آزتک‌ها نمایانگر ایزدی با دهان باز و زبانی به شکل چاقوی بران است. شناخت این ایزد مرتبط با چندین دستنوشته مکشوف از اساطیر آزتک و مربوط به دوران پس از فتح و همین‌طور به واسطهٔ دفترنامه فلورنتین و دفترنامه بودلی بوده است که هر دو مورد آخر در سده شانزدهم گردآوری شده‌اند.